# Wannersdorf (Eichendorf)
Wannersdorf ist ein Gemeindeteil des Marktes Eichendorf im niederbayerischen Landkreis Dingolfing-Landau.

## Lage
Das Kirchdorf Wannersdorf liegt im Vilstal etwa drei Kilometer nordwestlich von Eichendorf.

## Geschichte
1411 kam die adelige Hofmark Wannersdorf an die Cramer und 1510 an die Seiboldsdorfer. Später kam Wannersdorf zusammen mit Adldorf in den Besitz der Grafen von Tattenbach. Nach dem Tod des kurbayerischen Ministers Graf Max Joseph von Tattenbach im Jahr 1802 erbte Graf Heinrich von Tattenbach, der Vertreter einer Nebenlinie, den Besitz in Adldorf und die Hofmarken Reichstorf und Wannersdorf. 1818 wurde durch das bayrische Gemeindeedikt die Gemeinde Adlsdorf mit Wannersdorf als Teil der Gemeinde begründet. Sie unterstand der Patrimonialgerichtsbarkeit der Grafen von Tattenbach, bis die letzten Reste der Adelsherrschaft 1848 aufgehoben wurden. Die Gemeinde wurde im Zuge der Gebietsreform in Bayern am 1. Juli 1972 in den Markt Eichendorf eingegliedert.

## Baudenkmäler
Drei Gebäude im Ort stehen unter Denkmalschutz:
- Katholische Filialkirche St. Nikolaus: Saalkirche mit Westturm, einheitlicher Bau aus der Mitte des 18. Jahrhunderts.
- Kapelle: neugotischer Bau mit Dachreiter, bezeichnet 1852
- Dreiseithof: Wannersdorf 25, einheitlich um 1860/70